# الصيد البري (أسطورة)

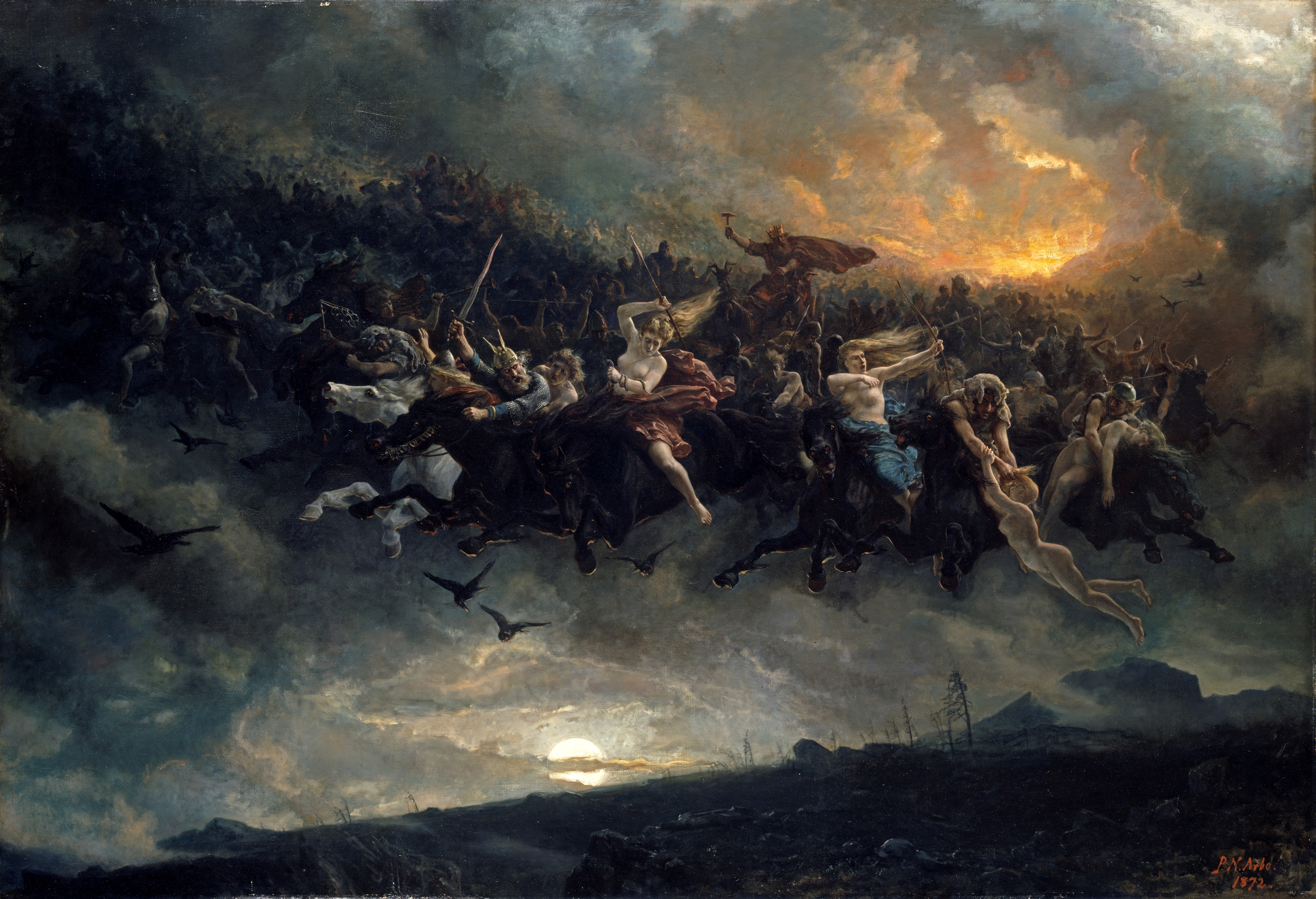
الصيد البري بقيادة أودن (1872) رسمها بيتر أربو.

الصيد البري هي أسطورة شعبية قديمة سائدة في شمال وغرب ووسط أوروبا، وهي مجموعة طيفية وهمية من الصيادين يمتطون الأحصنة ويستخدمون كلاب الصيد في مطاردة أهدافهم عبر السماء أو على الأرض. الصيادون من الممكن أن يكونوا موتى أو جن (في كثير من الأحيان في الفولكلور يكن لهم اتصال مع الموتى). من الممكن أن يكون الصياد روح ضائعة غير معروفة أو قد يكون شخصية تاريخية أو أسطورية مثل ثيودوريك العظيم أو فلاديمير الرابع ملك الدنمارك أو الإله أودين.
رؤية الصيد البري تشير إلى قرب حدوث كارثة مثل الحرب أو الطاعون أو في أحسن الأحوال قرب موت الشخص الذي شاهدهم. البشر الذين يقفون في طريق الصيد البري يمكن أن يتم اختطافهم أو إحضارهم إلى أرض الموتى.
في ألمانيا يطلق عليهم «الجيش الجامح» أو «الجيش الوحشي» أو «الجيش الغاضب» وقد أعطي قائد الصيد البري عدة هويات منها أنه الإله أودين.
مفهوم الصيد البري تم تطويره من قبل الفلكلوري الألماني جاكوب غريم عندما نشر كتابه في سنة 1835.

## قائد الصيد البري
تعددت هوية قائد الصيد البري في مناطق مختلفة:
- بريتاني: الملك آرثر [7]
- إنجلترا: أودين، هيروارد، الملك آرثر [8]
- فرنسا: الملك آرثر
- ألمانيا: أودين، ثيودوريك العظيم
- غيرنزي: هيروديا
- لومبارديا: ثيودوريك العظيم
- هولندا: أودين
- إسكندنافيا: أودين، فلاديمير الرابع ملك الدنمارك